# Willis Tower
Willis Tower (fram till 2009 kallad Sears Tower och ofta ännu benämnd så) är en skyskrapa som ligger i Chicago, Illinois, USA. Byggnaden stod färdig 1973 och slog World Trade Centers norra torn som USA:s och världens högsta byggnad. Willis Tower är 442 meter högt upp till taket, 527 meter inkluderat antennen som monterades upp 1982, 69 meter brett längst ner och har 108 våningar. Byggnaden var från 1973 världens högsta, tills Petronas Towers i Kuala Lumpur stod färdigt 1998.
Huset var Amerikas högsta byggnad om man endast räknar in takhöjden fram till år 2020 då Central Park Tower nådde 472 meter. Nya One World Trade Center i New York har dock med sina 541 meter en högre totalhöjd. I Willis Tower finns en av världens snabbaste hissar. Det har även två radiomaster, med en höjd på 86 meter. Med dessa blir totalhöjden 527 meter. Willis Tower används som kontorsbyggnad och har ett observationsdäck inomhus som öppet för allmänheten. Detta kallas Skydeck Chicago och har bland annat glasburar där besökarna får fri sikt uppåt och neråt.

## Historik

### Planering och konstruktion
1969 var Sears, Roebuck & Co. det största postorderföretaget i världen med omkring 350 000 anställda. Sears ledning beslutade då att samla de tusentals kontorsanställda i Chicagoregionen till en byggnad i Chicagos historiska centrum, Chicago Loop. Därefter anlitades arkitektbyrån Skidmore, Owings and Merrill (SOM) för att skapa strukturen till en av de största kontorsbyggnaderna i världen.

### 1990-talet och framåt
I juni 2006 arresterades sju män av FBI för att de skulle ha förberett ett angrepp mot tornet. Fallet gick till domstol i oktober 2007 och efter tre rättegångar blev fem av de misstänkta dömda och två friades. Ledaren för gruppen, Narseal Batiste, dömdes till tretton och ett halvt års fängelse i november 2009.

### Namnet
Sears sålde byggnaden år 1994 och flyttade ut året efter, men behöll rättigheterna till namnet till år 2003. Försäkringsmäklaren Willis Group Holdings Ltd hyrde år 2009 tre våningar i byggnaden och erhöll då namnrättigheterna. Den 16 juli 2009 ändrades namnet till Willis Tower.